# Alen Avdić
Alen Avdić, bosansko-hercegovski nogometaš, * 3. april 1977.
Za bosansko-hercegovsko reprezentanco je odigral tri uradne tekme.